# Liste der Resolutionen des UN-Sicherheitsrates (1947)
Diese Liste der Resolutionen des UN-Sicherheitsrates nennt die 22 vom Sicherheitsrat der Vereinten Nationen im Jahre 1947 verabschiedeten Resolutionen.
| Nummer | Beschluss vom | Gegenstand | Mission |
| ------ | ------------- | --- | ------- |
| 16     | 10. Januar    | Freies Territorium Triest                                                                                        |         |
| 17     | 10. Februar   | Hinrichtung politischer Gefangener in Griechenland                                                               |         |
| 18     | 13. Februar   | Rüstungsbeschränkungen und Abrüstung                                                                             |         |
| 19     | 27. Februar   | Korfu-Kanal-Zwischenfall                                                                                         |         |
| 20     | 10. März      | Internationale Atomenergiekontrolle                                                                              |         |
| 21     | 2. März       | Ehemaliges Japanisches Südseemandat                                                                              |         |
| 22     | 9. März       | Korfu-Kanal-Zwischenfall                                                                                         |         |
| 23     | 18. März      | Griechische Frage                                                                                                |         |
| 24     | 30. März      | Aufnahme Ungarns als neues Mitglied in die Vereinten Nationen                                                    |         |
| 25     | 23. Mai       | Aufnahme neuer Mitglieder in die Vereinten Nationen                                                              |         |
| 26     | 4. Juni       | Anweisung bezüglich des Internationalen Strafgerichtshofs                                                        |         |
| 27     | 1. August     | Indonesischer Unabhängigkeitskrieg                                                                               |         |
| 28     | 6. August     | Griechische Frage                                                                                                |         |
| 29     | 12. August    | Aufnahme neuer Mitglieder in die Vereinten Nationen                                                              |         |
| 30     | 25. August    | Indonesischer Unabhängigkeitskrieg                                                                               |         |
| 31     | 25. August    | Indonesischer Unabhängigkeitskrieg                                                                               |         |
| 32     | 26. August    | Indonesischer Unabhängigkeitskrieg                                                                               |         |
| 33     | 27. August    | Bewertung der Ansichten der Generalversammlung der Vereinten Nationen über die Arbeitsweise des Sicherheitsrates |         |
| 34     | 15. September | Griechische Frage                                                                                                |         |
| 35     | 3. Oktober    | Indonesischer Unabhängigkeitskrieg                                                                               |         |
| 36     | 1. November   | Indonesischer Unabhängigkeitskrieg                                                                               |         |
| 37     | 9. Dezember   | Ablauf bezüglich Anfragen neuer Mitglieder                                                                       |         |